# Ekonomická efektivnost
Ekonomická efektivnost je stav ekonomiky, při jehož změně by se zisk jednoho subjektu projevil jako ztráta druhého subjektu. Podle kontextu ji dělíme na:
1. Alokační efektivnost – nabídka zboží a služeb se vyrovnává výši poptávky.
2. Paretovo optimum – subjekt nemůže na trhu vydělat bez toho, aby na tom jiný subjekt prodělal.
3. Produktivní efektivnost – Bez zvýšení investic nejde zvýšit zisk a investici do produkce je nutno udržovat na co nejnižší možné úrovni.

Tyto definice nejsou synonymní, trh může být efektivní alokačně, ale ne produktivně, a produktivně, ale ne alokačně. Ekonomická efektivnost se měří velikostí zisku ze stejného vkladu.

## Myšlenkové proudy
Existují dva hlavní myšlenkové proudy o ekonomické efektivnosti. Jeden se zaměřuje na distorze ekonomiky státem a druhý se zaměřuje na distorze způsobené trhem. Čím větší roli má stát, tím menší roli má trh, a naopak.
Koexistence těchto dvou proudů závisí na politické orientaci státu. O těchto proudech se mluví pouze v kontextu ekonomického liberalismu.

### Alokační efektivnost a produktivní efektivnost
Moment, kdy se cena produktu rovná mezní hodnotě, kterou jsou zákazníci ochotni zaplatit, nazýváme alokační efektivnost.
Vzhledem k faktu, že ekonomické zdroje jsou nedostatkové, musí být správně přerozdělovány do různých odvětví průmyslu. Tím je zajištěna správná míra produkce. U firem by tato efektivnost byla dosažena, pokud by se marginální náklady rovnaly průměrným výnosům. K tomuto dochází pouze v dlouhodobé rovnováze při dokonalé konkurenci.
Moment, kdy se produkt dodává za co nejnižší možnou cenu, je definován jako produktivní efektivnost. Pokud bychom znovu dali jako příklad firmy, produktivní efektivnost nastává v nejnižším bodě na průměrné cenové křivce.

### Většinový názor
Obecně se tržní ekonomiky považují za efektivnější než jiné varianty ekonomik. Na makroekonomické úrovni se připouští ovlivňování státem (keynesiánství). Mikroekonomická úroveň je středem debaty. Jedna strana tvrdí, že by soukromým subjektům měla být zanechána volnost s minimem zásahů státu. Druhá strana tvrdí opak, stát by měl ekonomiku na mikroúrovni regulovat, aby zamezil selháním trhu.
První teorém ekonomie blahobytu tvrdí, že každá konkurenceschopná tržní rovnováha vyhovuje Paretovu optimu. Tento stav je ale možná pouze při dokonalé konkurenci, to znamená při absenci selhání trhu, což je ale v realitě nemožné. Paretovo optimum navíc nezohledňuje potřeby společnosti – nezáleží na rovnosti ani na celkovém blahobytu lidí.

### Školy
Podporovatelé teorie minimálního státu nebo také laissez faire navazují na filozofii klasického liberalismu 19. století a jsou hlavně spojováni s ekonomickými školami klasické ekonomie, neoklasické a rakouské školy.
Podporovatelé větší role státu pracují s teorií progresivismu. V anglicky mluvících zemích jsou spojováni s institucionální ekonomií a v Německu s filozofií ordoliberalismu. Na makroekonomické úrovni je to keynesiánství.

### Mikroekonomická reforma
Mikroekonomická reforma spočívá v aplikaci regulací, které by měly pomoct ke snížení tržních selhání a tím dosažení ekonomické efektivnosti. Nicméně není pevná teoretická báze pro tvrzení, že odstraněním deformací trhu dojde ke zlepšení nebo zvýšení ekonomické efektivnosti.

## Typy efektivností
1. Alokační efektivnost
2. Distribuční efektivnost
3. Dynamická efektivnost
4. Kaldor-Hicksova efektivnost
5. Provozní efektivnost
6. Paretova efektivnost (Paretovo optimum)
7. Produktivní efektivnost
8. X-neefektivnost